# 歌川直貞
歌川 直貞（うたがわ なおさだ、生没年不詳）とは、江戸時代の浮世絵師。

## 来歴
『浮世絵師人名辞書』によれば歌川国直の門人。歌川の画姓を称し作画期は天保の頃とされるが、その他の経歴や作については不明。